# Pelias
För andra betydelser, se Pelias (olika betydelser).

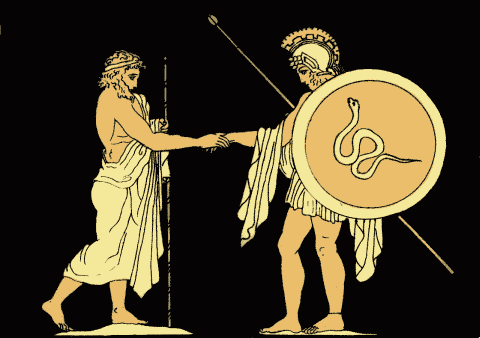
Kung Pelias när han sänder iväg hjälten Jason på sitt äventyr.

Pelias var i den grekiska mytologin son till guden Poseidon och Tyro. Han störtade sin halvbror Aison från tronen i staden Iolkos och gjorde sig själv till kung. Han lovade Aisons son Jason sin tron om denne hämtade det mytologiska gyllene skinnet.
Jason lyckas med argonauternas och Medeas hjälp att hämta skinnet och återvända till Iolkos. Pelias måste då överlämna tronen till dem.
Under Jasons frånvaro hade Pelias dödat hans fader Aison. Därför hämnades Jason med Medeas hjälp. Hon övertalade Pelias egna döttrar att stycka och koka sin fader, i det hon föregav att hon genom trollmedel skulle föryngra honom. För detta fördrevs Jason och Medea från Iolkos.
Vid Pelias begravning ordnades ett storslaget likspel med idrottstävlingar, bland annat en brottningsmatch mellan Peleus och Atalante. Likspelet var ett återkommande motiv på grekiska vaser.
Pelias tvillingbror Neleus var kung i Pylos.